# 國際平面設計協會
國際平面設計社團協會（英譯：International Council of Graphic Design Associations；Icograda。現更名為 ico-D）乃1963年創立於倫敦、與世界有關平面設計與視覺設計的專業民間機構；麾下相關成員包括有專業協會、設計暨推廣物品團體、設計公司和設計教育機構等。其中「Icograda Design Media Network」專司與各國設計公司的聯結，而「Icograda Friends Network」則負責個人。
此外，「Icograda Education Network」（IEN）是負責聯絡世界各地的平面設計教育機構之單位。2002年6月，於捷克共和國所召開的會上，由來自28國、73位與會人士所共同宣佈成立。

## 國際聯結
國際平面設計社團協會的成立宗旨在促進並協助國際最頂尖的設計作品之間展開交流；同時與聯合國教科文組織、聯合國工業發展組織、國際標準組織、 國際複製權利聯會 （页面存档备份，存于）與世界智慧財產權組織有密切關係；是國際設計聯盟（IDA）的夥伴機構。

## 大事紀
Icograda與相關成員負責安排並籌劃世界各地的《設計週》（Design Weeks）節目或專題，以促使社會大眾對設計品質的關注與監督。雙年會與會員大會由各成員組織輪流主辦。近年來Icograda的「世界設計大會」（World Design Congress）在2007年10月於古巴哈瓦那召開；2009年10月於中華人民共和國北京召開；2011年則將於加拿大、西班牙或澳大利亞之中擇一召開。
2011年起，Icograda的「世界設計大會」將由國際設計聯盟的（International Design Alliance Congress；IDA Congress）來延續舉辦IDA。此新一屆的世界設計大會將由台灣創意設計中心（Taiwan Design Centre；TDC）在台北舉辦。

## 相關網站
- Design Currency （页面存档备份，存于） |  加拿大溫哥華：Icograda設計週（2010年4月26日至30日）
- Xin （页面存档备份，存于） |  中华人民共和国北京：2009年Icograda世界設計大會（2009年10月24至30日）
- Mousharaka （页面存档备份，存于） |  Icograda設計週（2009年3月）
- Multiverso （页面存档备份，存于） |  義大利杜靈：Icograda設計週（2008年10月）
- Color Value[永久] |  大韓民國大邱：Icograda設計週（2008年7月）
- Design/Culture |  古巴哈瓦那：Icograda世界設計大會（2007年10月）
- Design Local （页面存档备份，存于） |  印度孟買：Icograda設計週（2007年2月）
- 南非：Icograda設計週（2006年9月）
- 美国西雅圖：Icograda設計週（2006年7月）
- 香港：Icograda設計週（2006年1月）
- 丹麦哥本哈根：Era 2005 （页面存档备份，存于） | Icograda世界設計大會（2005年9月）
- 日本名古屋：Visualogue （页面存档备份，存于） | Icograda世界設計大會（2003年）
- 南非約翰尼斯堡：Continental Shift | Icograda/IFI Joint Congress（2001年9月）
- 雪梨：Sydney Design Days '99 | Icograda世界設計大會（1999年9月）
- 乌拉圭：Punta del Este：Icograda世界設計大會（1997年）
- 葡萄牙：Icograda世界設計大會（1995年）
- 英国格拉斯哥：Icograda世界設計大會（1993年）
- 加拿大蒙特婁：Icograda世界設計大會（1991年）

## 執行董事會 2017年至2019年
Icograda執行董事會於雙年會上由成員之間投票互相選舉產生。當選之董事於任上以志工模式任職，並付出彼此時間和專業以促成Icograda的宗旨和進程。董事會每年於各地平均開會4次；會議地點通常與區域會議、座談會和其他與設計相關之節日來決定適當議址。
現任主席：Zachary Haris Ong（馬來西亞）
秘書長：Tyra von Zweigbergk
財務長：Rebecca Blake
副主席：Cihangir Istek
副主席：Des Laubscher，亦為亞洲設計交流協會的顧問之一
副主席：Daniela Piscitelli
副主席：Zinnia Nizar
副主席：Wang Ziyuan

## 秘書處

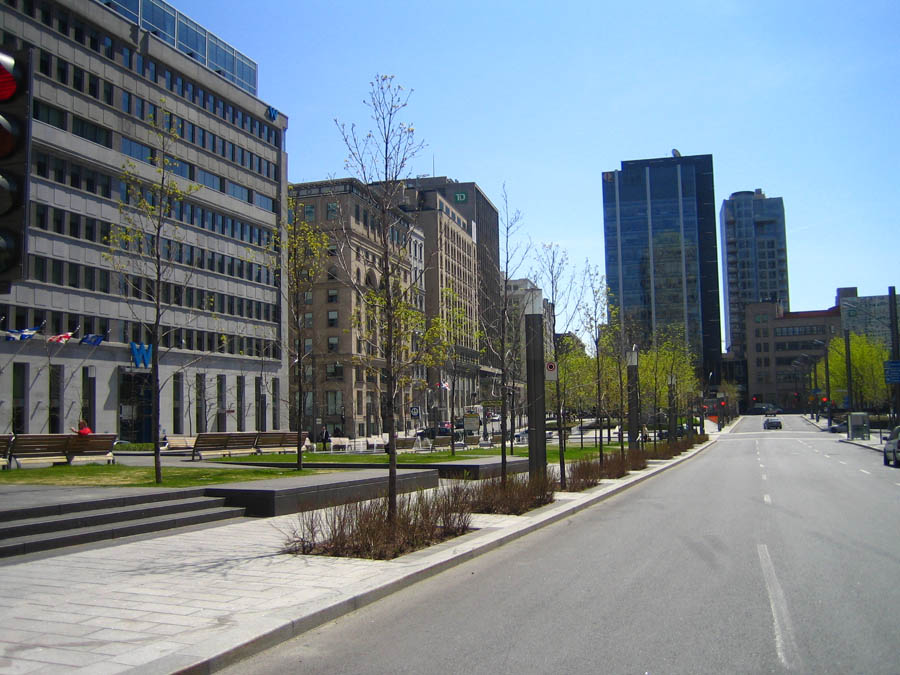
Icograda秘書處所在地－加拿大蒙特婁城

2005年3月起，Icograda秘書處即設立於加拿大魁北克蒙特婁市。
執行長：Brenda Sanderson（加拿大，蒙特婁）

會員暨公共關係經理：Fareed Ramezani（加拿大，蒙特婁）

線上公共關係主任：Brooke van Mossel-Forrester（加拿大，蒙特婁）

專案經理：Michal Steckiw（英國，倫敦）

專案經理：Diala Lada（加拿大，蒙特婁）

資料來源：Icograda

## 外部連結
- Icograda官方網站 （页面存档备份，存于）
- Icograda大事集
- Icograda國際標準組織小檔案 （页面存档备份，存于）

Template:Chasity.Hou
1. ↑  . www.ico-d.org.   [2021-05-14]. （原始内容存档于2017-05-08） （英语）.